# 生江龍太郎
生江 龍太郎（なまえ りゅうたろう、1977年〈昭和52年〉8月30日 - ）は、ラジオディレクター。

## 来歴
神奈川県小田原市出身。東京都立青山高等学校、法政大学卒業後、ラジオ番組制作会社のサウンドマンに入社。第一制作部放送課所属で、アシスタントディレクター、ディレクターとして、主にニッポン放送の番組の多くを手がけている。
『本谷有希子のオールナイトニッポン』の当時：ADだった際に、番組内で一緒におみくじをしたとき大凶だったため「ワーストさん」と呼ばれていた。2004年のニッポン放送のイベント「こんなのアリ〜な?2004サマー」AD。
2008年6月、アシスタントディレクターであった『くりぃむしちゅーのオールナイトニッポン』の出演者である、上田晋也が『上田ちゃんネル』（テレ朝チャンネル）の企画で運営していた、草野球チーム「上田義塾」に入団。（右投げ右打ち。ポジションは外野手登録だが三塁手を務める）。
身長180cm、血液型A型。柔道初段・小型船舶操縦士免許所持し、釣りが趣味のため釣りの大会でも入賞を果たしている。

## 制作番組

### 現在

#### ディレクション
主にディレクター業務
- ザ・ラジオショー※火曜 - 2020年9月 -
- Kis-My-Ft2のオールナイトニッポンPremium - 2018年10月 -

### 過去

#### ディレクション
- THE 放送サッカーズ（水曜日AD，石川昭人）
- ますだおかだのオールナイトニッポン（AD、2006年10月から担当）
- くりぃむしちゅーのオールナイトニッポン（AD→ディレクター） - 2007年2月6日 - 2008年12月30日、2018年8月31日、2020年9月23日
- オリエンタルラジオのオールナイトニッポンR（ディレクター、2008年3月から担当）
- 石川・ホンマ・ぶるんのBe-side Your Life（ディレクター兼ミキサー、2006年5月から担当）
- 激ウラ!!西川貴教のオールナイトニッポン（ディレクター）
- 西川貴教のオールナイトニッポン(月曜1部AD)
- ミューコミ（月曜日&火曜日ディレクター）
- ナインティナインのオールナイトニッポン（AD）
- シーモネーター&DJ TAKI-SHITのallnightnippon-r(ディレクター)
- 中川翔子のGサイエンス!（ディレクター）
- 中川翔子のオールナイトニッポン（2008年9月1日）
- 須田慎一郎のニュースアウトサイダー （ディレクター）- 2017年4月9日 - 2019年3月30日
- 飯田浩司のOK! Cozy up!※火曜 - 2018年4月 - 2020年9月
- いきものがかり吉岡聖恵のオールナイトニッポン（2010年7月から）
- ニッポン放送ホリデースペシャル つり具の上州屋プレゼンツ 松本ひでおとつりビットのGO GOフィッシング - 2018年7月16日

他、LF+Rの番組多数